# Franz Josef Jeger
Franz Josef Jeger (* 24. November 1909 in Solothurn; † 24. Februar 1997 ebenda; heimatberechtigt in Solothurn) war ein Schweizer Jurist und Politiker (Solothurnische Volkspartei, CVP).

## Leben

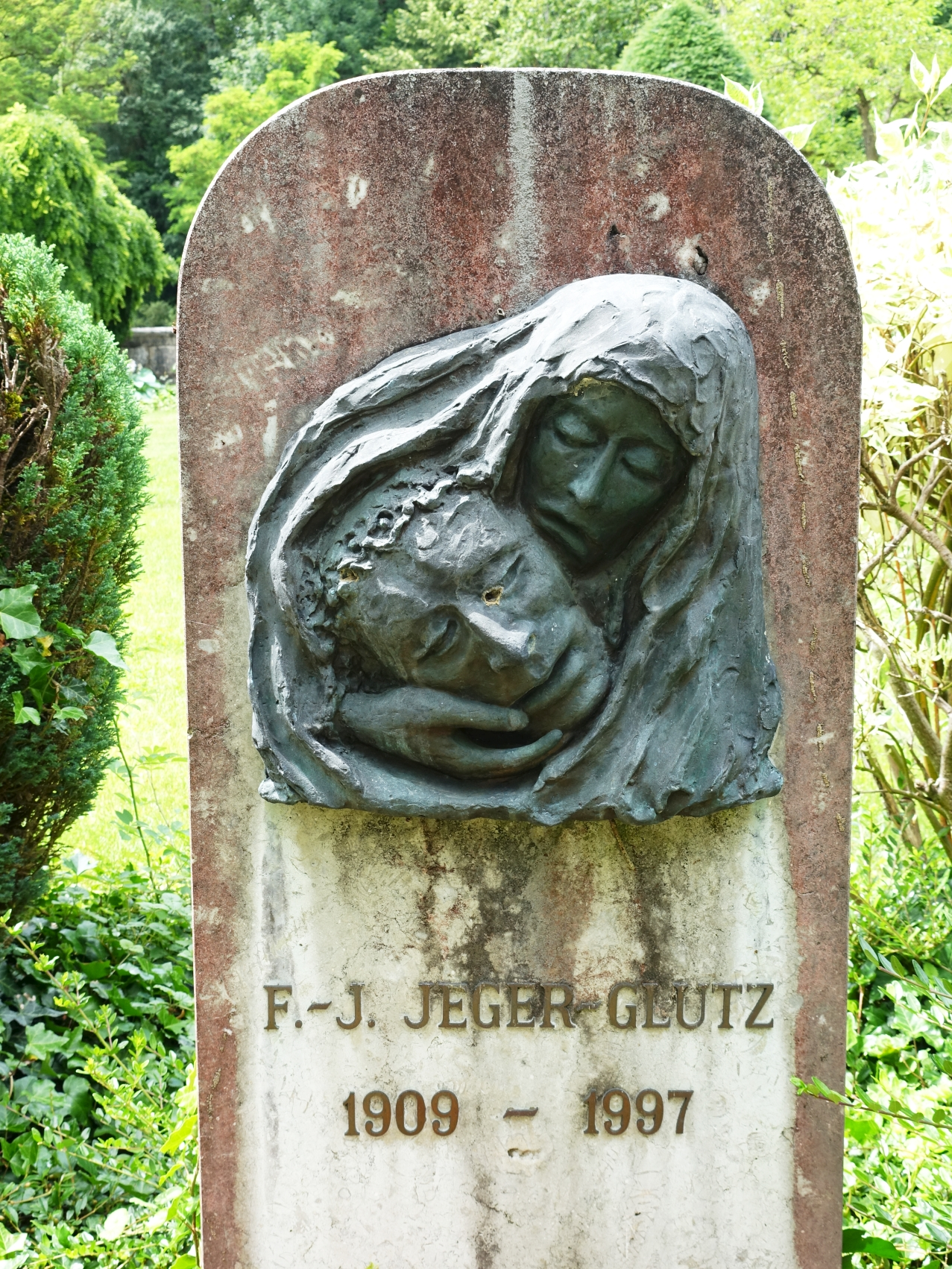
Grab, Friedhof Feldbrunnen-St. Niklaus

Franz Josef Jeger kam 1909 als Sohn von Robert Jeger und Rosa geborene Hänggi zur Welt. Der erste konservative Regierungsrat des Kantons Solothurn Franz Josef Hänggi war sein Grossvater. 1933 promovierte er an der Universität Bern und erlangte 1936 das Patent zum Fürsprech, Notar und Anwalt. Seine politische Karriere begann 1937 mit der Wahl in den Kantonsrat, dem er bis 1949 und von 1951 bis 1961 angehörte. 1939 wurde er zudem Kirchgemeindepräsident von Grenchen, und 1950 begründete er die römisch-katholische Synode im Kanton Solothurn mit. 1961 wurde er in den Regierungsrat (Direktor des Justiz-, Militär- und Polizeidepartements) gewählt, dem er zwölf Jahre lang angehörte. Während seiner Zeit in der Solothurner Regierung setzte er sich stark für die staatsrechtliche Wiederherstellung des Klosters Mariastein ein und war Mitinitiant des Vereins «Freunde des Klosters Mariastein». Nach seinem Rücktritt engagierte er sich ab 1973 als Präsident der schweizerischen katholischen Arbeitsgemeinschaft für Ausländerfragen.
Jeger war verheiratet mit Maria Magdalena Josefina Martha Glutz. Seine letzte Ruhestätte fand er auf dem Friedhof  Feldbrunnen-St. Niklaus.